# Саша Габрић
Саша Габрић (Суботица, 17. фебруар 1967) је српски позоришни, оперски и филмски  редитељ.

## Биографија
Основну школу и гимназију завршио у Суботици. Дипломирао мултимедијалну режију на Академији уметности у Новом Саду 1994. године.
Од 1996. године је у статусу слободног уметника.
Стални сарадник Ртс-а
Он је режирао преко 20 позоришних представа, неколико опера и кратких играних и документарних филмова.
Живи и ради у Београду.

## Театрографија
- Џемс Џојс, Портрет уметника у младости[1]
- Лопе де Вега, Фуенте Овехуна[1]
- Антон Павлович Чехов, Три сестре[1]
- Ади Ендре, Брзи снови[1]
- Вилијам Шекспир, Тимон Атињанин[1]
- Бертолт Брехт, Бубњеви у ноћи[1]
- Александар Поповић, Ружичњак[1]
- Петер Хандке, Каспар[1]
- Вилијам Шекспир, Кориолан[1]
- по Уликсу Џемса Џојса, Џојстик[1]
- Артур Милер, Смрт трговачког путника[1]
- Милорад Павић, Свадба у купатилу[2]
- Бранислав Нушић, Сумњиво лице[1]
- Прича о Светом Сави[3]

Опере:
- Доницети, Дон Пасквале[1]
- Персл, Дидона и Енеј[1]

Тв серијали:
Дадиља са села
Временска капсула РТС

Документарни филмови:
Отац,    номинација Медфилм фестивал Рим
Бол  РТС     номинација PRIX EUROPE Берлин
специјалјна награда CIRKOM Барселона
Догађаји, обележавања, концерти:
800 година аутокефалности Српске Православне Цркве
Сава Центар и Жича, РТС 
Откривање споменика Стефану Немањи
Савски трг, РТС 